# Gilletiodendron
Gilletiodendron là một chi thực vật có hoa trong họ Đậu.